# 泊里站 (青岛市)
泊里站是青岛地铁西海岸快线的地铁车站，位于中华人民共和国山东省青岛市黄岛区贡北路与董家口路交叉口东侧，于2018年12月26日开通。

## 车站构造

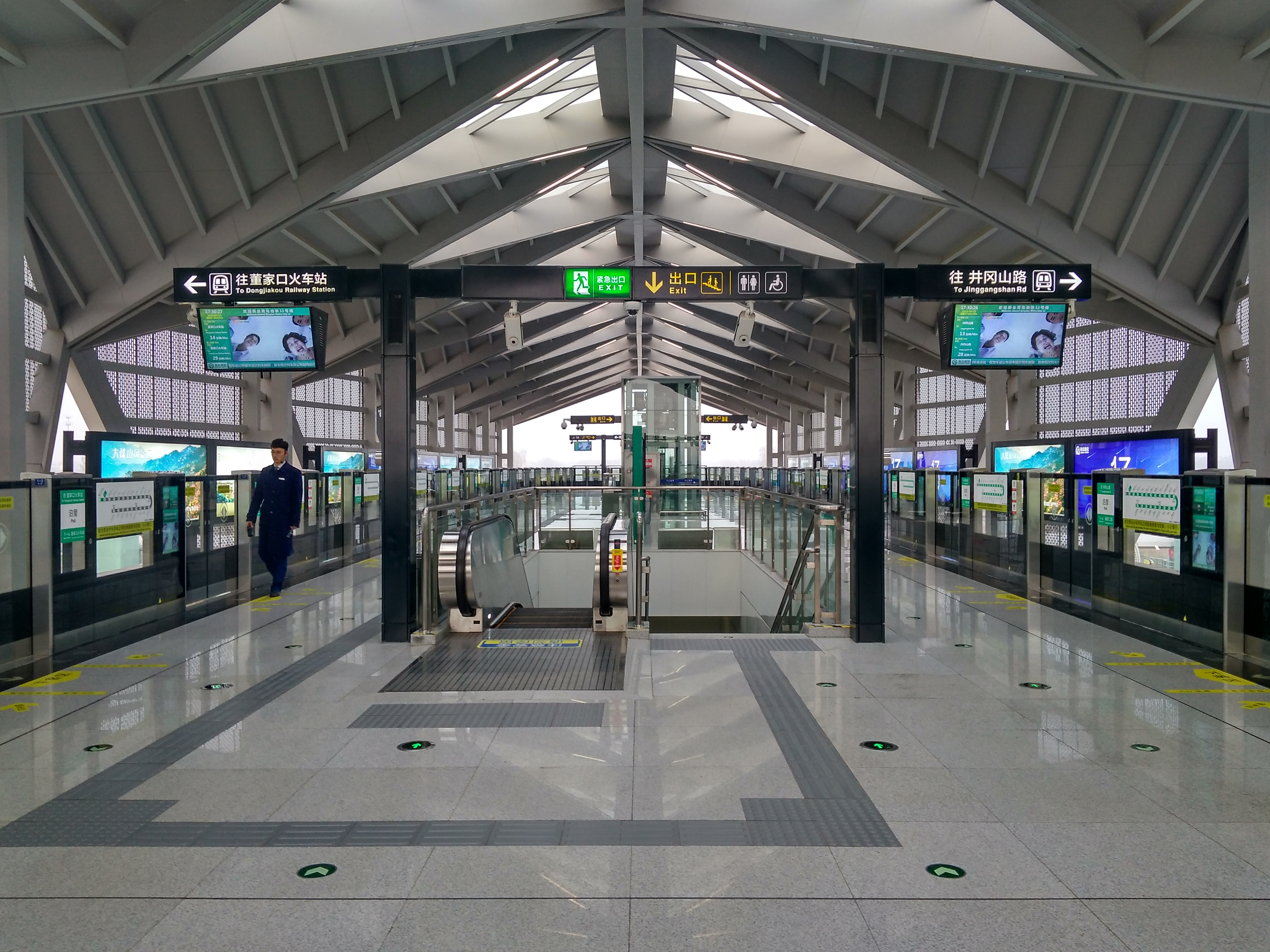
站台

泊里站位于贡北路与董家口路交叉口东侧，沿贡北路设置，呈东西走向，为地上三层岛式站台车站，车站长97米，宽19.8米，车站架设于贡北路上方，地上二层为站厅层，通过南北两侧天桥连通出入口，地上三层为站台层，站台设置半高站台门。
| 地上三层          | 站台   | \| \| \| 西海岸快线往董家口火车站（終點站） \| \| 島式 · 開左邊车门 \| \| \| \| \| \| 西海岸快线往嘉陵江西路（董家口港） \| |
| 地上二层          | 站厅   | 客服中心、自动售票机、验票机                                                                                                |
| 地面              | 出入口 | A1、A2、B1、B2出入口 |
|                   |        | 西海岸快线往董家口火车站（終點站）                                                                                          |
| 島式 · 開左邊车门 |        | |
|                   |        | 西海岸快线往嘉陵江西路（董家口港）                                                                                          |

## 出入口
泊里站共设4个出入口，各出口及周围设施如下所示：
| 编号                    | 指示       | 建议前往的目的地                                                   | 图片 |
| ----------------------- | ---------- | ------------------------------------------------------------------ | ---- |
| A · 1 · 出口 · （设有） | 贡北路(北) |                                                                    |      |
| A · 2 · 出口            | 贡北路(北) | 青岛西海岸新区第二高级中学，青岛西海岸新区泊里镇初级中学，泊里大集 |      |
| B · 1 · 出口            | 贡北路(南) |                                                                    |      |
| B · 2 · 出口 · （设有） | 贡北路(南) |                                                                    |      |
| 图例： 设有             |            |                                                                    |      |

## 接驳交通

### 公交车
- 泊里地铁站：黄岛62路，黄岛706路

## 车站历史
本站工程名与正式站名均为泊里站，以车站所处的泊里镇命名。
- 2018年12月26日，车站随西海岸快线（时称13号线）一期和二期南段通车开通[1]。